# Olosjärvet
Olosjärvet är en sjö i Kiruna kommun i Lappland och ingår i Torneälvens huvudavrinningsområde. Sjön har en area på 0,0947 kvadratkilometer och ligger 335,1 meter över havet. Olosjärvet ligger i Pessinki fjällurskog Natura 2000-område. Sjön avvattnas av vattendraget Olosjoki.

## Delavrinningsområde
Olosjärvet ingår i det delavrinningsområde (754486-178268) som SMHI kallar för Ovan Ailijärvenoja. Medelhöjden är 386 meter över havet och ytan är 43,01 kvadratkilometer. Det finns inga avrinningsområden uppströms utan avrinningsområdet är högsta punkten. Olosjoki som avvattnar avrinningsområdet har biflödesordning 3, vilket innebär att vattnet flödar genom totalt 3 vattendrag innan det når havet efter 327 kilometer. Avrinningsområdet består mestadels av skog (84 procent) och sankmarker (15 procent). Avrinningsområdet har 0,42 kvadratkilometer vattenytor vilket ger det en sjöprocent på 1 procent.